# Au Père Lachaise
Pour plus de détails, voir Fiche technique et Distribution.
Au Père Lachaise est un court métrage français réalisé par Jean-Daniel Pollet et Pierre-Marie Goulet, sorti en 1986.

## Synopsis
Promenade à l'intérieur du cimetière parisien du Père-Lachaise.

## Fiche technique
- Titre : Au Père Lachaise
- Réalisation : Jean-Daniel Pollet et Pierre-Marie Goulet
- Commentaire : Jean Thibaudeau, dit par Jean-Daniel Pollet
- Photographie : Noël Véry
- Musique : Antoine Duhamel
- Montage : Françoise Geissler
- Production : Atelier audiovisuel du Musée d'Orsay - Ilios Films
- Durée : 13 minutes
- Date de sortie : 1986
- Visa n° 136531 délivré le 17 avril 2013